# Municipio de Dagda
El municipio de Dagdas (en Letón: Dagdas novads) es uno de los ciento diez municipios de Letonia, se encuentra localizado en el suroeste de dicho país báltico. Fue creado durante el año 2009 después de una reorganización territorial. La ciudad capital es la ciudad de Dagda.

## Ciudades y zonas rurales
- Andrupenes pagasts (zona rural)
- Andzeļu pagasts (zona rural)
- Asūnes pagasts (zona rural)
- Bērziņu pagasts (zona rural)
- Dagda (ciudad)
- Dagdas pagasts (zona rural)
- Ezernieku pagasts (zona rural)
- Konstantinovas pagasts (zona rural)
- Ķepovas pagasts (zona rural)
- Svariņu pagasts (zona rural)
- Šķaunes pagasts (zona rural)

## Población y territorio
Su población se encuentra compuesta por un total de 9.559 personas (2009). La superficie de este municipio abarca una extensión de territorio de unos 948,8 kilómetros cuadrados. La densidad poblacional es de 10,07 habitantes por cada kilómetro cuadrado.